# Brond de Grave Winter
Brond de Grave Winter (* 8. September 1824 in Leer; † 25. Februar 1892 in Emden) war ostfriesischer Orgelbauer. Von seinen Orgelneubauten hat sich nur wenig erhalten.

## Leben
Brond de Grave Winter war Sohn des Lehrers und Organisten Johann Jurjen Wilhelm Winter und Gesine Johanna de Grave. Er übernahm den Namen beider Eltern. 1845 erlernte er in 3 ½ Jahren den Orgelbau in Sachsen, vermutlich bei Urban Kreutzbach. Um 1849 kehrte Winter nach Ostfriesland zurück, wo er am 2. August Bürger von Emden wurde. Den ersten Auftrag erhielt er in Leer, wo sein Vater Organist an der Großen Kirche war. Mit seinem Neffen Johann Visser stellte Winter 1850 den von Wilhelm Caspar Joseph Höffgen nicht vollendeten großen Erweiterungs-Umbau fertig. Neben der Fertigstellung in Leer sind zahlreiche Reparaturen und Pflegen an ostfriesischen Orgeln nachgewiesen. Winter war zeitweise ohne Konkurrenz und maßgeblicher Orgelbauer in Ostfriesland. Er starb, verwitwet, 1892 in Emden.

## Werk
Brond de Grave Winter baute Orgelwerke im romantischen Stil, die weitgehend auf Mixturen, hohe Aliquotregister und Zungenstimmen verzichten. Bei aller Eigenständigkeit Winters ist der sächsische Einfluss deutlich erkennbar. Seine Orgeln sind in vielen Details denen von Urban Kreutzbach bauähnlich. Die Prospekte weisen dieselbe Gestaltung und Verzierungen auf und die Metallpfeifen zeichnen sich durch einen hohen Zinnanteil aus. Von seinen Orgelneubauten hat sich allerdings nur wenig erhalten. Lediglich die Orgel in der Mitling-Marker Kirche ist fast vollständig erhalten, darunter zwei seltene Holzflöten (Doppelflöte und Flöte amabile) und zwei spitzkonische Metallregister mit breiten Labien (Quinte und Flautino).

## Werkliste
Die Größe der Instrumente ist durch die Anzahl der Manuale (römische Zahl) und die Anzahl der klingenden Register (arabische Zahl) angegeben. Ein selbstständiges Pedal wird durch ein großes „P“ gekennzeichnet, ein angehängtes Pedal durch ein kleines „p“. In der letzten Spalte gibt es weiterführende Informationen.
| Jahr      | Ort            | Kirche                  | Bild | Manuale | Register | Bemerkungen |
| --------- | -------------- | ----------------------- | ---- | ------- | -------- | --- |
| 1849–1850 | Leer           | Große Kirche            |      | II/P    | 27       | Fertigstellung des großen Orgelumbaus nach dem Tod von Wilhelm Caspar Joseph Höffgen → Orgel (heute III/P/48)                                                       |
| 1854      | Wirdum         | Wirdumer Kirche         |      | I/P     | 11       | 1969 durch Neubau von Reil (Heerde, NL) ersetzt |
| 1855      | Canum          | Canumer Kirche          |      | I/p     | 8        | 1964 durch Neubau von Alfred Führer ersetzt; neue Orgel nach dem Vorbild der Nesser Orgel von Gerhard von Holy (1709–1710) durch Bartelt Immer (2009–2010) ersetzt  |
| 1857      | Jarßum         | Jarßumer Kirche         |      | I/p     | 5        | 1948 teils im Neubau von Paul Ott wiederwendet (Metallpfeifen, Gehäuse, Gebläse und Teile der Windlade), 1971 durch Neubau von Alexander Schuke vollständig ersetzt |
| 1857–1858 | Suurhusen      | Suurhuser Kirche        |      | II/P    | 13       | 1964–1965 durch Neubau von Karl Schuke ersetzt |
| 1859      | Mittegroßefehn | Mittegroßefehner Kirche |      | II/P    | 13       | erhalten; 2004 wegen unhaltbar schlechten Zustands und der Aussichtslosigkeit einer Finanzierung der erforderlichen Instandsetzung auf unbestimmte Zeit stillgelegt |
| 1859–1860 | Mitling-Mark   | Mitling-Marker Kirche   |      | I/p     | 7        | 1917 Abgabe der Prospektpfeifen zu Rüstungszwecken und 1919 Wiedereinbau, 2019 Restaurierung durch Harm Dieder Kirschner                                            |
| 1860      | Leer           | Mennonitenkirche        |      | I/P     | 9        | unter Umarbeitung des vorhandenen Gehäuses der Vorgängerorgel |
| 1864–1866 | Jemgum         | Reformierte Kirche      |      | II/P    | 15       | 1930 verbrannt, 2007 durch ältere Orgel von J. W. Walker (1844) durch F. R. Feenstra (Grootegast, NL) ersetzt                                                       |
| 1867–1868 | Loppersum      | Loppersumer Kirche      |      | I/P     | 12       | Nach Annullierung des Kontrakts Fertigstellung durch Gebr. Rohlfs                                                                                                   |